# CMA CGM Marco Polo
Pour les articles homonymes, voir Marco Polo (homonymie).
Le CMA CGM Marco Polo est un navire porte-conteneurs de la compagnie française CMA CGM. À sa sortie du chantier naval, fin 2012, il s'agit du porte-conteneurs le plus gros du monde, en ce sens qu'il est celui avec le port en lourd le plus important, dépassant les navires de la classe Emma Mærsk.

## Caractéristiques
Ce navire, qui peut transporter plus de 16 000 conteneurs, est une version agrandie des navires de la classe CMA CGM Christophe Colomb. Comme ses sister-ships, il est équipé de systèmes anti-marées noires FOR Systems,.
Il a pour sister-ships le CMA CGM Jacques Cartier (avril 2013, un temps appelé CMA CGM Zheng He), le CMA CGM Jules Verne (juin 2013) et le CMA CGM Alexander von Humboldt (juin 2013, un temps appelé CMA CGM Vasco de Gama). À la suite du Brexit, il navigue sous pavillon de Malte.

### Dans la presse
- Le Marco-Polo, plus grand porte-conteneurs du monde et français
- Nine DSME Built Vessels Selected as Best Ships of 2012
- Blog CMA CGM Marco Polo